# 日独戦争
日独戦争（にちどくせんそう）とは、第一次世界大戦に於いて勃発した大日本帝国等の連合軍とドイツ帝国等の同盟国間の戦争を指す。
日本は日英同盟に基づき連合国の一員として参戦した。1914年8月23日大日本帝国はドイツ帝国へ宣戦布告。陸軍はドイツが権益を持つ中華民国山東省の租借地青島を攻略、海軍は南洋諸島のドイツ要塞を次々に攻略し、第一次世界大戦終結とともに日本が勝った形で終結した。
- 青島での戦闘の詳細については青島の戦いを参照。
- ドイツ海軍の太平洋での戦いについては東洋艦隊 (ドイツ)を参照。